# Leutnante
Die Leutnante bilden eine Dienstgradgruppe der Bundeswehr.
Die Dienstgradgruppe umfasst die rangniedrigsten Offiziersdienstgrade, darunter den Leutnant, welcher der Dienstgradgruppe den Namen leiht.

## Dienstgrade
Die Dienstgrade der Bundeswehr werden durch den Bundespräsidenten mit der Anordnung des Bundespräsidenten über die Dienstgradbezeichnungen und die Uniform der Soldaten auf Grundlage des Soldatengesetzes festgesetzt. Die Dienstgradgruppe der Leutnante umfasst gemäß der Zentralen Dienstvorschrift (ZDv) A-1420/24 „Dienstgrade und Dienstgradgruppen“ alle rangniedrigsten Offiziersdienstgrade bis Oberleutnant (für Heeres- und Luftwaffenuniformträger) bzw. Oberleutnant zur See (für Marineuniformträger).
Folgende Tabelle fasst alle zur Dienstgradgruppe der Leutnante zählenden Dienstgrade zusammen. Der jeweils linke Spalte nennt die Dienstgrade für Heeres- und Luftwaffenuniformträger, die zweite die Dienstgrade für Marineuniformträger. Angegeben sind in der Tabelle jeweils auch der entsprechende NATO-Rangcode, die nach „ZDv 64/10 - Abkürzungen in der Bundeswehr“ definierten allgemeinen Abkürzungen sowie die Abkürzungen in Listen und die Besoldungsgruppe für Berufs- und Soldaten auf Zeit nach Bundesbesoldungsordnung.
| Dienstgradgruppe                                              | Leutnante | Leutnante | Leutnante | Leutnante |
| ------------------------------------------------------------- | --- | --- | --- | --- |
| Schulterklappe für Jacke des Dienstanzugs bzw. Ärmelabzeichen | Dienstgradabzeichen eines Oberleutnants auf Schulterklappe der Jacke des Dienstanzuges für Luftwaffenuniformträger | Dienstgradabzeichen eines Oberleutnants zur See (Truppendienst oder militärfachlicher Dienst) auf dem Unterärmel der Jacke des Dienstanzuges für Marineuniformträger | Dienstgradabzeichen eines Leutnants der Fallschirmjägertruppe auf Schulterklappe der Jacke des Dienstanzuges für Heeresuniformträger | Dienstgradabzeichen eines Leutnants zur See (Truppendienst) auf dem Unterärmel der Jacke des Dienstanzuges für Marineuniformträger |
| Dienstgrad                                                    | Oberleutnant | Oberleutnant zur See | Leutnant | Leutnant zur See |
| Abkürzung                                                     | OLt/OL | OLt zS/OLZS | Lt/L | Lt zS/LZS |
| NATO-Rangcode                                                 | OF-1 | OF-1 | OF-1 | OF-1 |
| Besoldungsgruppe                                              | A10 | A10 | A9 | A9 |

## Befehlsbefugnis und Dienststellungen
Soldaten der Dienstgradgruppe Leutnante können auf Grundlage des § 4 („Vorgesetztenverhältnis auf Grund des Dienstgrades“) der Vorgesetztenverordnung innerhalb der dort gesetzten Grenzen Soldaten der Dienstgradgruppe Mannschaften, Unteroffiziere ohne Portepee und Unteroffiziere mit Portepee Befehle erteilen.
In der Regel sind die  Soldaten der Dienstgradgruppe der Leutnante noch in der Ausbildung, die entsprechend ihrer Teilstreitkraft, ihrem Organisationsbereich und ihrer Laufbahn nach Soldatenlaufbahnverordnung leicht differiert. Werden Leutnante in einer der Laufbahnen des Truppendienstes in der Truppe eingesetzt (d. h. entweder nach Abschluss ihrer Offiziers- und truppengattungsspezifischen Ausbildung oder in Truppenpraktika), dienen sie als militärische Führer auf Dienststellungen als Zugführer, Kompanieeinsatzoffizier, Luftfahrzeugführer oder (selten) auch als Kompaniechef sowie als Gruppenführer in Spezialverwendungen (in diesen Fällen sind meist Hauptleute Zugführer). Offiziere des militärfachlichen Dienstes dieser Dienstgradgruppe dienen häufig in Fachabteilungen, die sich mit Fachfragen der Rüstungs-, Logistik- und Personalplanung, der Materialerprobung oder Verfahren der Materialerhaltung beschäftigen. Aufgrund der geschilderten und ähnlicher Dienststellungen können die allermeisten Offiziere dieser Dienstgradgruppe in den in der Vorgesetztenverordnung aufgezählten Fällen allen dienstlich oder fachlich unterstellten Soldaten Befehle erteilen. Kompaniechefs sind Einheitsführer und daher Disziplinarvorgesetzte der ihnen truppendienstlich unterstellten Soldaten gemäß Wehrdisziplinarordnung.

## Ernennung und Besoldung
Maßgebliche gesetzliche Grundlagen für die Ernennung in einen der Dienstgrade der Dienstgradgruppe der Leutnante trifft die Soldatenlaufbahnverordnung (SLV) und ergänzend die Zentrale Dienstvorschrift (ZDv) 20/7. In einen entsprechenden Dienstgrad können Berufssoldaten, Zeitsoldaten und Reservisten ernannt werden. Voraussetzung zur Ernennung in einen der Dienstgrade der Dienstgradgruppe der Leutnante ist die Zugehörigkeit zu einer der Laufbahnen der Laufbahngruppe der Offiziere. Eine Direkteinstellung mit einem Dienstgrad der Dienstgradgruppe der Leutnante ist bei entsprechender Eignung möglich. Die meisten Leutnante haben aber zuvor im Dienstgrad Oberfähnrich (Reservisten meist abweichend als Fähnrich) gedient. Der Dienstgrad kann dann in der Regel frühestens nach 36 Monaten Dienstzeit erreicht werden. Vor Ernennung zum Leutnant muss eine Offizierprüfung mit Erfolg abgelegt werden. Mit der Ernennung zum Leutnant werden Offizieranwärter zu Offizieren. Dies gilt entsprechend ebenfalls für Offizieranwärter in den Laufbahnen des Sanitäts- und Militärmusikdienstes, die aus dieser Dienstgradgruppe regelmäßig nur den Dienstgrad Leutnant bzw. Leutnant zur See durchlaufen und während der Zugehörigkeit zur Dienstgradgruppe der Leutnante Sanitäts- und Militärmusikoffizieranwärter bleiben.
Soldaten der Dienstgradgruppe der Leutnante werden abhängig vom Dienstgrad nach der Bundesbesoldungsordnung (BBesO) mit A9 bis A 10 besoldet.

## Dienstgradabzeichen
Das Dienstgradabzeichen der Leutnante in Heeresuniform zeigt einen oder zwei Sterne als Schulterabzeichen; Marineuniformträger der Dienstgradgruppe zeigen einen oder zwei mittelbreite Ärmelstreifen auf beiden Unterärmeln.

## Kopfbedeckung
Der Mützenschirm der Leutnante (und auch der Hauptleute und Oberfähnriche (zur See)) zeigt einen 0,7 cm breiten, stumpfgezackten, am Schirmrand verlaufenden, für Heeres- und Luftwaffenuniformträger silberfarbenen (nur für Marineuniformträger goldfarbenen), aus Metallgespinst handgestickten Streifen. Da die Bestickung des Mützenschirms für Marineoffiziere nach Form und Farbe Assoziationen mit dem Rand eines bekannten Butterkeks hervorrufen kann, wird diese Stickerei scherzhaft auch als „Keksrand“ bezeichnet.

## Äquivalente Dienstgradgruppen
Die Dienstgrade der Dienstgradgruppe der Leutnante sind mit dem NATO-Rangcode OF-1 eingestuft. In der Schweizer Armee sind die Subalternoffiziere vergleichbar.

## Verwendung als Sammelbezeichnung
Gemäß der Zentralen Dienstvorschrift (ZDv) A-1420/24 wird für die Dienstgradgruppe die Bezeichnung „Leutnante“ festgesetzt. Dies ist daher die offizielle Sammelbezeichnung für Soldaten in Dienstgraden dieser Dienstgradgruppe. Die nach Duden grammatikalisch ebenso zulässige und im Zivilen häufigere Pluralform „Leutnants“ wird im militärischen Sprachgebrauch der Bundeswehr auch dann vermieden, wenn statt der Dienstgradgruppe im Sinne des „normalen“ Plurals nur mehrere Soldaten im Dienstgrad Leutnant gemeint sind. Nicht in jedem Kontext ist klar, ob „Leutnante“ nun die Dienstgradgruppe, mehrere Soldaten im Dienstgrad Leutnant oder sogar mehrere Soldaten in den Dienstgraden Leutnant und Leutnant zur See, die im Sprachgebrauch der Marine meist als „Leutnant“ statt als „Leutnant zu See“ angeredet werden, meint.